# Thomas Somerset (1er vicomte Somerset)
Thomas Somerset, (1579 - 1651) est un homme politique anglais qui siège à la Chambre des communes entre 1601 et 1611. Il est élevé à la pairie d'Irlande en 1626.

## Biographie
Thomas Somerset est le troisième fils d'Edward Somerset (4e comte de Worcester).
En 1601, il est élu député du Monmouthshire. Il devient membre de Gray's Inn le 7 août 1604. En 1604, il est réélu député du Monmouthshire et siège jusqu'en 1611.
Somerset est envoyé en Écosse avec Charles Percy par le Conseil privé pour informer Jacques VI de la mort d'Élisabeth Ire. Il est nommé maître de cheval d'Anne de Danemark en 1603 . Somerset se dispute avec le courtisan écossais William Murray d'Abercairny à propos de ce poste à York en juin 1603.
Le 1er janvier 1604, il danse à Hampton Court dans The Masque of Indian and China Knights . En novembre 1604, Somerset se bat avec un aristocrate écossais John Stewart, maître des Orcades à la Cour des Baloons ou « balowne » au palais de Whitehall. Stewart est confiné dans sa chambre mais Somerset est envoyé à la prison de Fleet.
Il est fait chevalier du Bain le 5 janvier 1605. Il participe au tournoi du prince Henri, les barrières du prince Henri en janvier 1610[pas clair].
En décembre 1626, il est élevé à la pairie d'Irlande en tant que vicomte Somerset de Cashel.
Il épouse Eleanor (ou Helena) de Barry, fille de David de Barry, 5e vicomte Buttevant. Elle est la veuve de Thomas Butler, 10e comte d'Ormonde, décédé en novembre 1614.
Somerset meurt en 1651 et le titre s'éteint.